# 1513

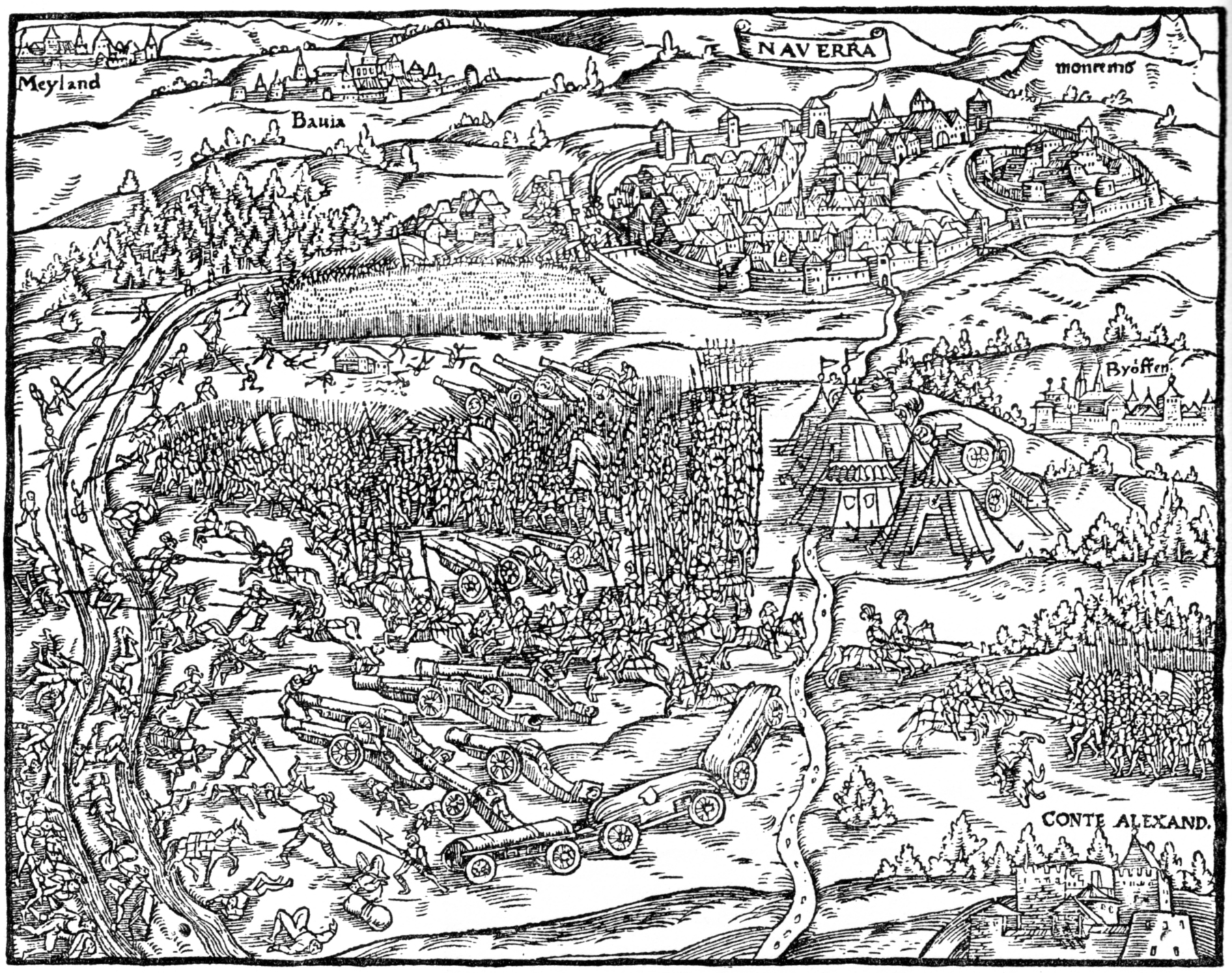
Slag bij Novara

Het jaar 1513 is het 13e jaar in de 16e eeuw volgens de christelijke jaartelling.

## Gebeurtenissen
maart
- 4 tot 9 - Conclaaf van 1513. Giovanni de’ Medici wordt tot paus gekozen als opvolger van Julius II.
- 19 maart - Giovanni de’ Medici wordt tot paus gekroond. Hij neemt de naam Leo X aan.
- 22 maart - Huwelijk van George van Pommeren en Amalia van de Palts.
- 23 - Verdrag van Blois: Frankrijk en Venetië verdelen Noord-Italië in geval ze het weten te veroveren.

april
- 2 - Juan Ponce de León, mogelijk op zoek naar de Fontein van de Eeuwige Jeugd, ontdekt Florida.

mei
- 25 - Rudolf van Munster verovert Coevorden.

juni
- 6 - Slag bij Novara in de Oorlog van de Liga van Kamerijk: Een Zwitsers leger verslaat de Franse overmacht in Milaan. De Fransen worden uit Italië verdreven.
- 9 - Huwelijk van Claude van Lotharingen en Antoinette van Bourbon

augustus
- 11 - Jacobus IV van Schotland verklaart Engeland de oorlog.
- 16 - Slag bij Guinegate: De Engelsen verslaan de Fransen in Noord-Frankrijk.

september
- 9 - Slag bij Flodden Field - De Engelsen onder Thomas Howard verslaan de binnengevallen Schotten. Jacobus IV sneuvelt, evenals vele Schotse edelen.
- 10 tot 23 - Beleg van Doornik: De Engelsen belegeren Doornik en veroveren het.
- 25 - Vasco Núñez de Balboa steekt de landengte van Panama over en bereikt op die manier als eerste westerling de Grote Oceaan vanaf het Amerikaanse continent. Hij noemt deze de Zuidzee en neemt het in bezit voor Spanje.

oktober
- 7 - Slag bij La Motta: Verpletterende overwinning van Aragon op Venetië.

december
- 17 - Appenzell treedt toe tot het Zwitsers Eedgenootschap.

zonder datum
- Piri Reis tekent de Piri Reis-kaart, een zeekaart van de Atlantische Oceaan, mede gebaseerd op de recente Spaanse en Portugese ontdekkingsreizen.
- Vasili III van Moskou annexeert Volokolamsk.
- Na de dood van hertog Jan V wordt hertogdom Zator geannexeerd door Polen.
- Het eilandje Wulpen in de Westerschelde verdwijnt voorgoed in zee.
- Huwelijk van Nicolas Perrenot de Granvelle en Nicole Bonvalot.
- Tweede stadsbrand van Monnickendam

## Beeldende kunst

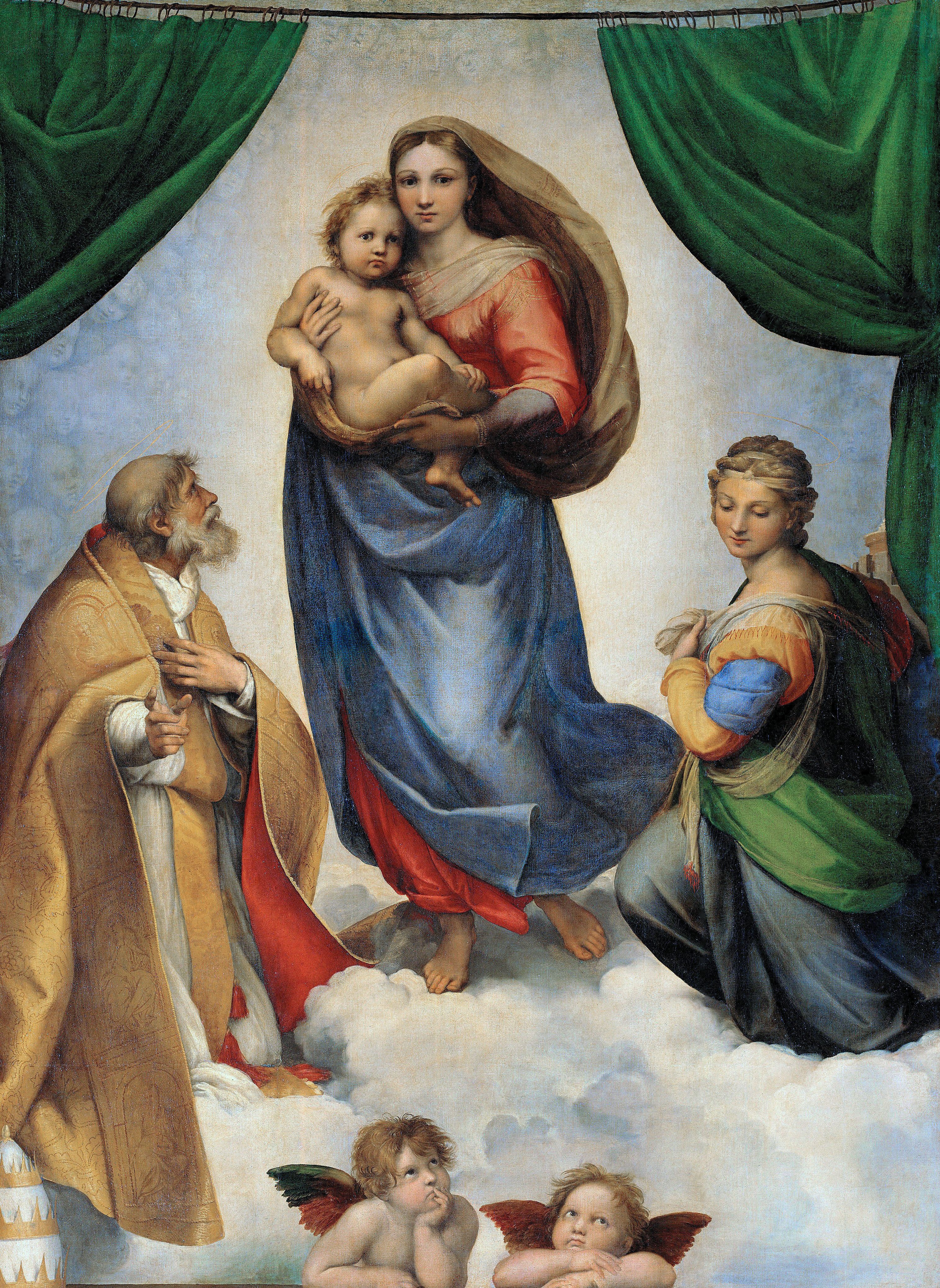
Rafaël: Sixtijnse Madonna
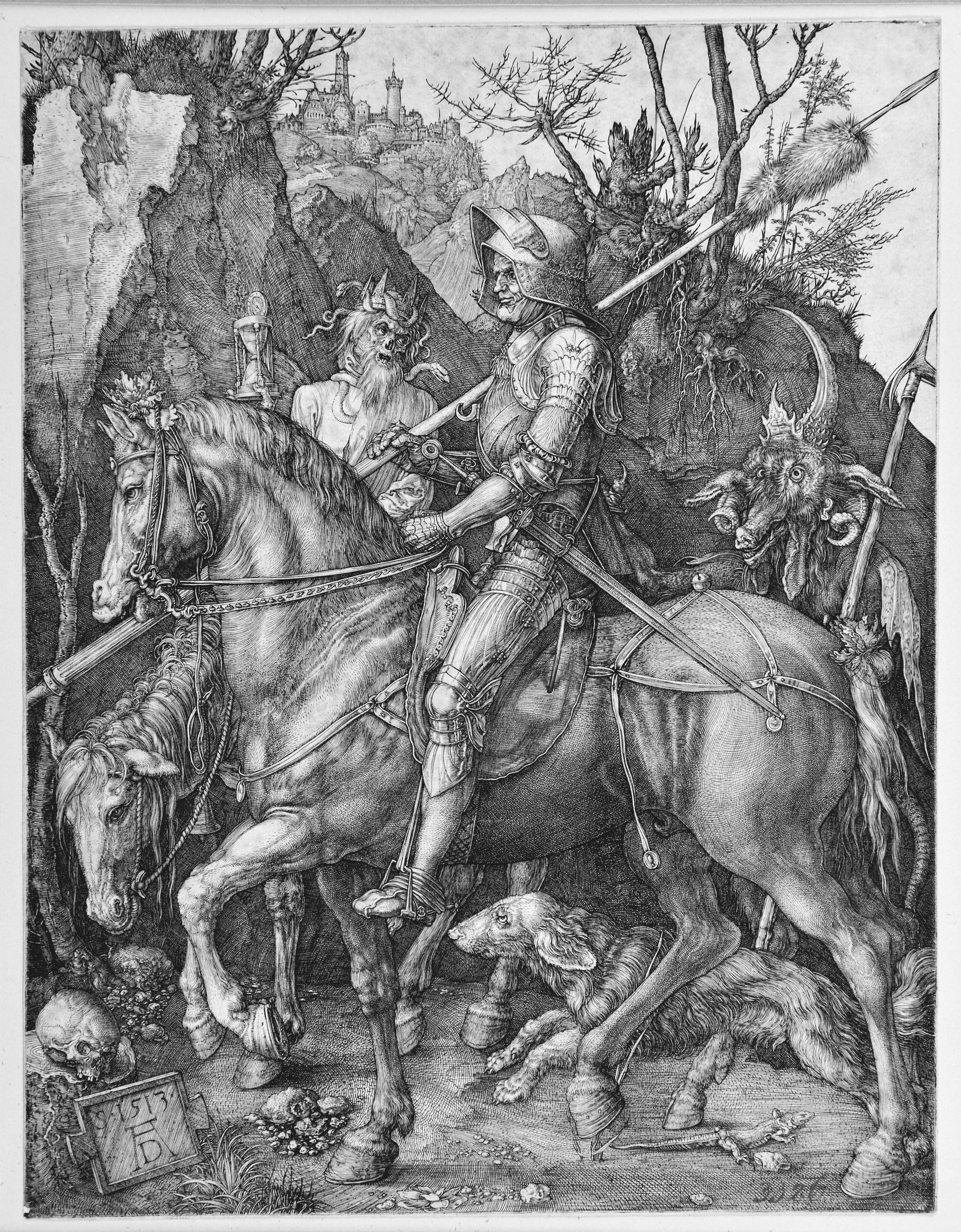
Albrecht Dürer: Ridder, Dood en Duivel
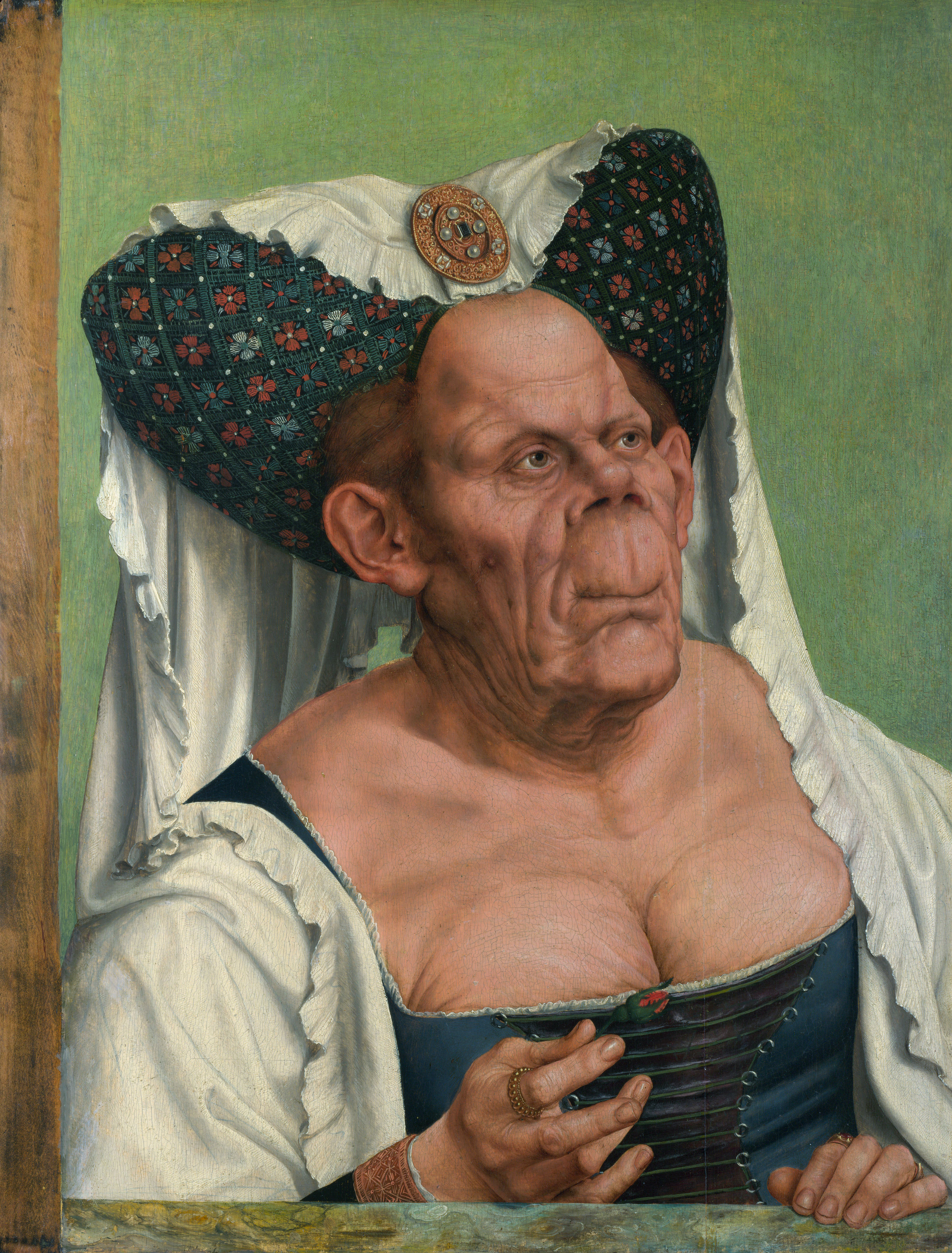
Quinten Massijs: Portret van een groteske vrouw
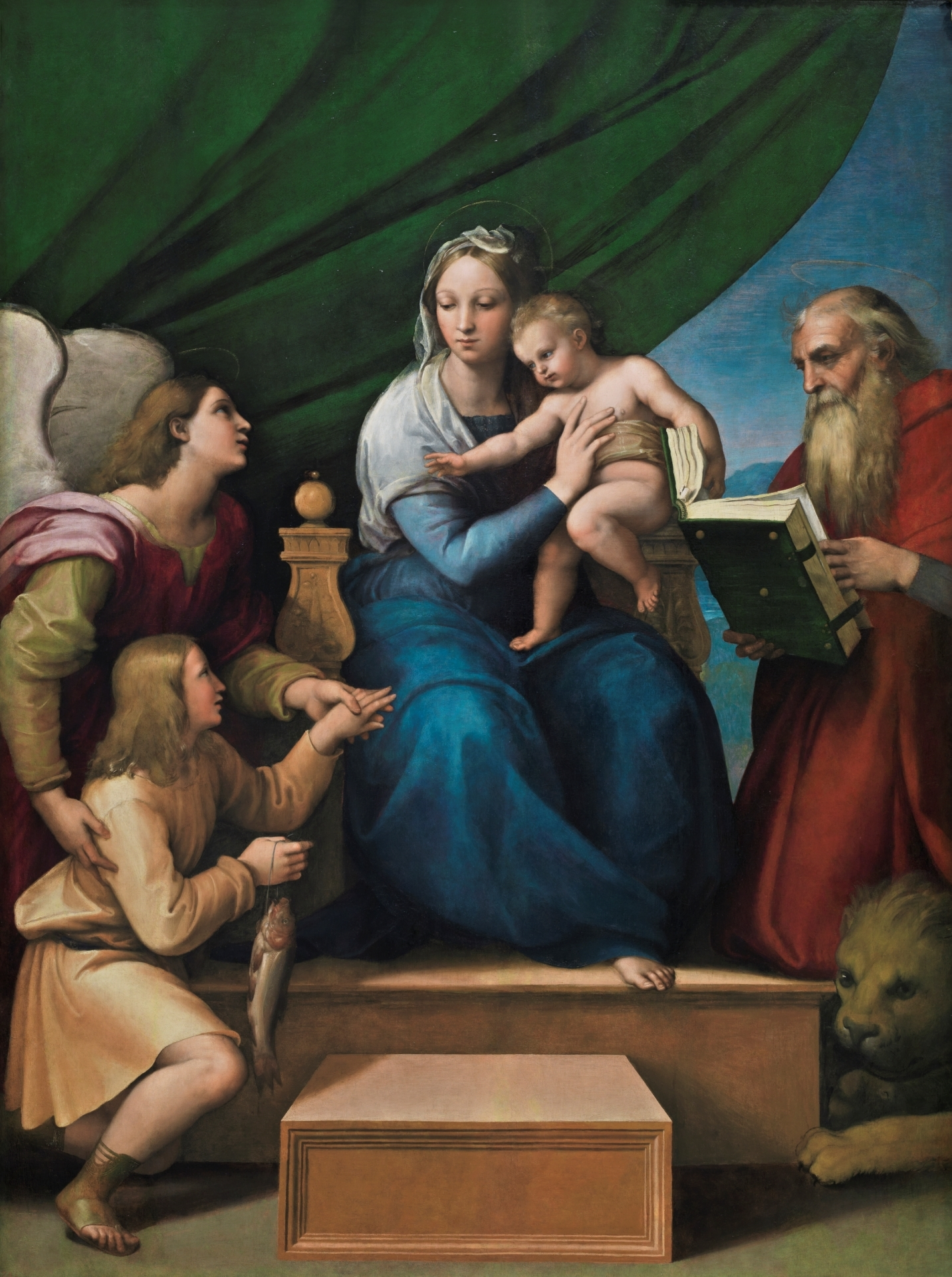
Rafaël: Madonna met de vis
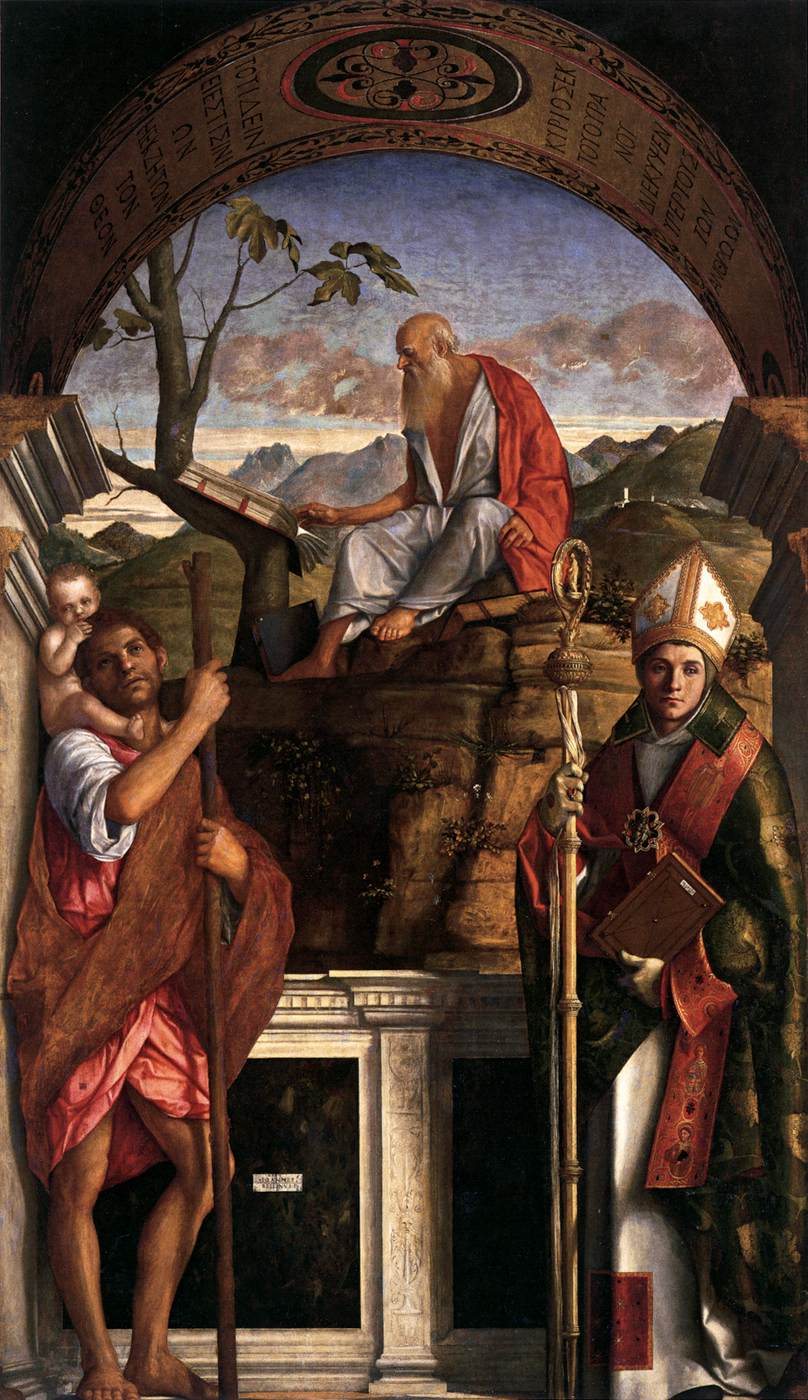
Giovanni Bellini: Altaarstuk van San Giovanni Crisostomo

## Opvolging
- patriarch van Constantinopel - Pachomius I opgevolgd door Theoleptus I
- Denemarken en Noorwegen - Johan opgevolgd door zijn zoon Christiaan II
- Florence - Giovanni de' Medici opgevolgd door zijn neef Lorenzo II de' Medici
- Longueville - Frans II opgevolgd door zijn broer Lodewijk I
- aartsbisdom Maagdenburg - Ernst II van Saksen opgevolgd door Albrecht van Brandenburg
- paus - Julius II opgevolgd door Giovanni de' Medici als Leo X
- Nassau-Beilstein - Johan II opgevolgd door zijn zoon Johan III
- Schotland - Jacobus IV opgevolgd door zijn zoon Jacobus V onder regentschap van diens moeder Margaret Tudor
- Orde van Sint-Jan - Guy de Blanchefort opgevolgd door Fabrizio del Carretto

## Afbeeldingen

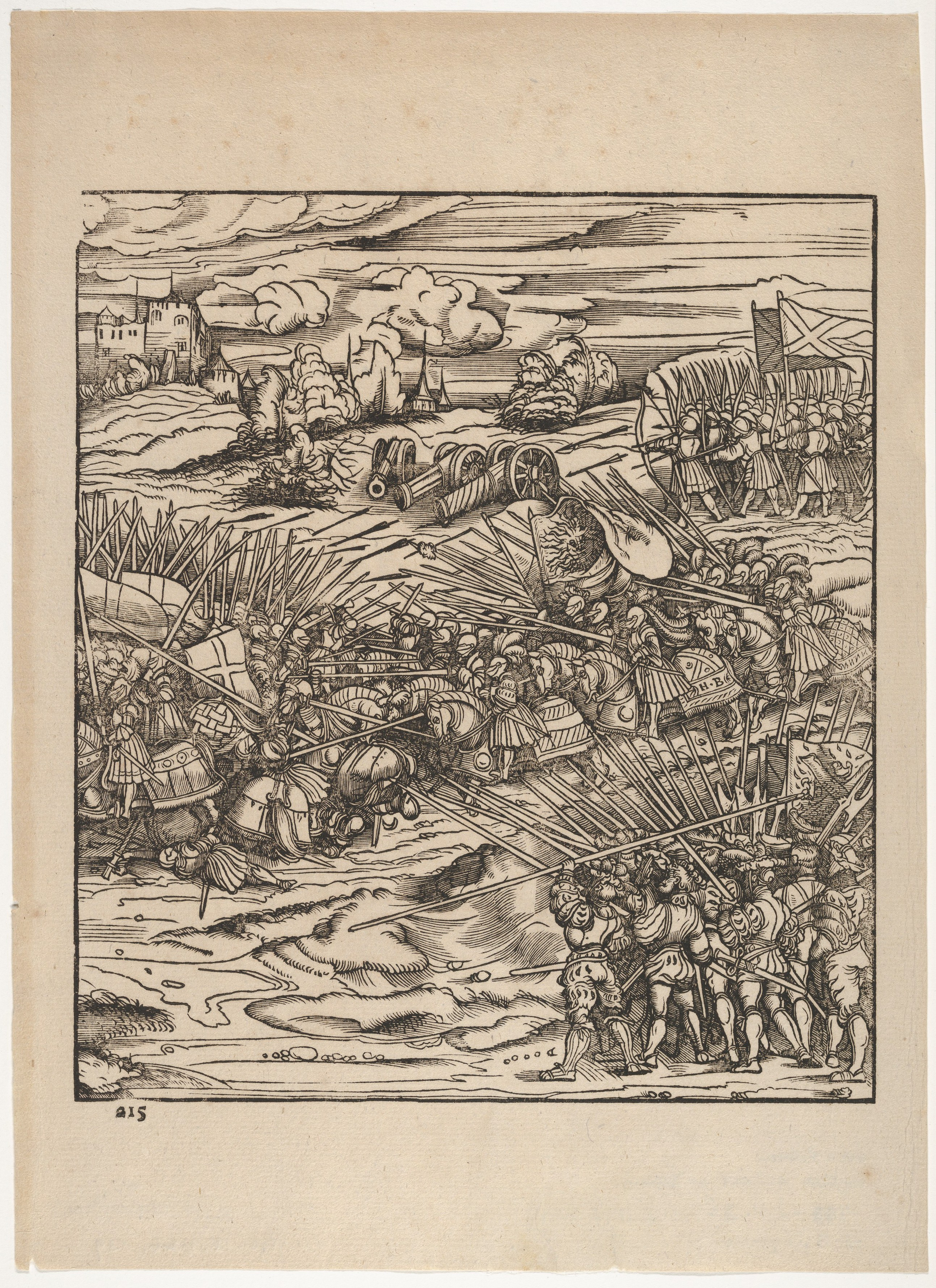
Slag bij Guinegate
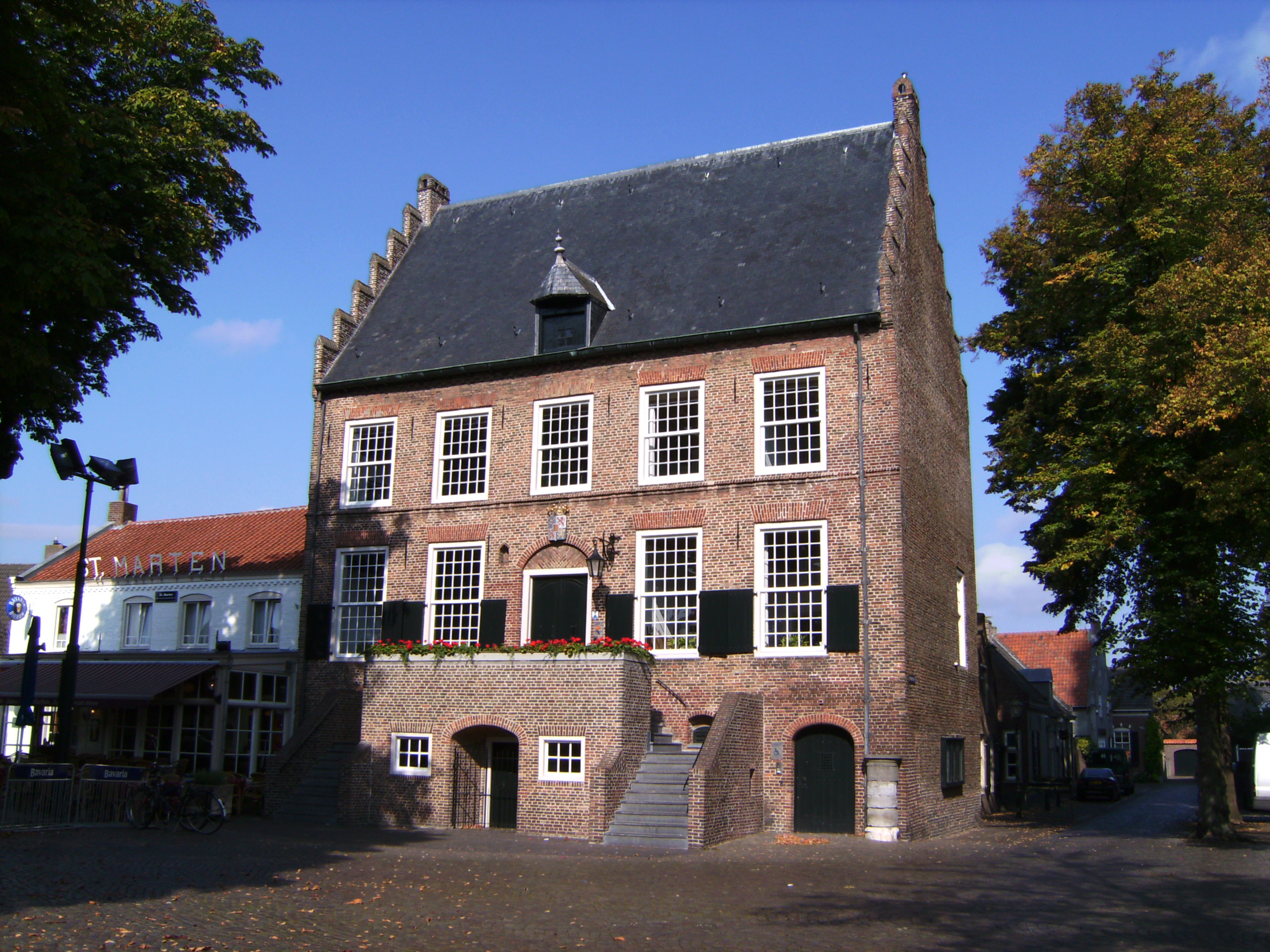
Oude Raadhuis, Oirschot, gebouwd 1513

## Geboren
- 8 februari - Daniele Barbaro, Italiaans humanist
- 15 maart - Hedwig van Polen, Pools prinses, echtgenote van Joachim II Hector van Brandenburg
- 31 mei - Hubert van Buchell, Noord-Nederlands geestelijke
- 10 juni - Lodewijk III van Bourbon-Vendôme, Frans edelman
- 9 juli - Jan van Hembyse, Zuid-Nederlands revolutionair
- 20 juli - Gaspard II Schetz, Zuid-Nederlands handelaar
- 3 augustus - Johan I van Brandenburg-Küstrin, Duits edelman
- 14 augustus - William Parr, Engels politicus
- 15 augustus - Joris Cassander, Zuid-Nederlands humanist
- 24 september - Catharina van Saksen-Lauenburg, echtgenote van Gustaaf I van Zweden
- 30 oktober - Jacques Amyot, Frans prelaat en vertaler
- Michel de Bay, Zuid-Nederlands theoloog
- Jacopo del Conte, Italiaans schilder
- Jacques Daléchamps, Frans arts en vertaler
- Robert Granjon, Frans lettersnijder
- Jan Gerritsz. Heye, Noord-Nederlands politicus
- Rogier van Tassis, Zuid-Nederlands geestelijke
- Bruhesius, Zuid-Nederlands almanakauteur (jaartal bij benadering)
- John Knox, Schots kerkhervormer (jaartal bij benadering)
- Richard Shelley, Engels diplomaat (jaartal bij benadering)

## Overleden
- 20 januari - Helena van Moskou (36), echtgenote van Alexander van Litouwen
- 12 februari - Frans II van Longueville (~34), Frans edelman
- 20 februari - Johan (58), koning van Denemarken (1481-1513), Noorwegen (1483-1513) en Zweden (1497-1501)
- 21 februari - Julius II (69), paus (1503-1513)
- 10 maart - John de Vere (70), Engels legerleider en staatsman
- 25 april - Edward Howard (~36), Engels vlootleider
- 30 april - Edmund de la Pole (~41), Engels troonpretendent
- 3 augustus - Ernst II van Saksen (49), aartsbisschop van Maagdenburg
- 18 augustus - Johan II van Nassau-Beilstein, graaf van Nassau-Beilstein
- 9 september - William Graham (~49), Schots edelman
- 9 september - Jacobus IV (40), koning van Schotland (1488-1513)
- 9 september - Alexander Stuart (~20), Schots prelaat
- 17 september - Jan V van Zator, Silezisch edelman
- 19 september - Jan Dullaert (~24), Zuid-Nederlands filosoof
- 11 december - Pinturicchio (~59), Italiaans schilder
- Guy de Blanchefort (~67), grootmeester van de Orde van Sint Jan
- Gerald FitzGerald (~67), Iers staatsman
- Jamyang Chödrag (~35), Tibetaans geestelijk leider
- Anton Koberger (~68), Duits drukker
- Anna van Nassau-Dillenburg (~72), Duits edelvrouw
- Johann Scharnagel, Duits musicus